# Ocotea foetens
Espèce
Classification phylogénétique
Statut de conservation UICN

 LC  : Préoccupation mineure
Ocotea foetens est une espèce de plantes à fleurs de la famille des Lauracées. C'est un arbre endémique de Macaronésie. C'est notamment une espèce constituant les laurisylves, forêts qui couvraient autrefois une grande partie des îles de Madère et des Canaries. L'espèce est aujourd'hui menacée par la perte de son habitat.
C'est un arbre qui peut couramment atteindre des hauteurs de 30 m, avec certains spécimens à 40 m. Ses feuilles sont persistantes, ses fleurs sont blanches. Il produit des baies vert foncé qui vont progressivement noircir avant de tomber. Les baies sont consommées surtout par les pigeons.
Sa capacité à collecter l'eau des brouillards qui se condense sur ses branches lui a valu le surnom d'arbre fontaine, et d'être qualifié d'arbre saint par Bartolomé de Las Casas.